# Низоземска република
Република седам уједињених низоземских провинција (хол. Republiek der Zeven Verenigde Nederlanden), код нас познатија као Низоземска или Холандска република (лат. Belgica Federata) био је назив републике која је настала 1588. године, за време Осамдесетогодишњег рата, на подручју које отприлике одговара данашњој Холандији. Република је настала због немогућности да се пронађе одговарајући владар. Ова мала република је у 17. веку (познатом као Златни век) стекла велику политичку, али пре свега економску моћ. На светској позорници је доста дуго играла главну улогу, али упадом француских трупа 1794 — 1795. године Републици је дошао крај. Седам провинција које су се прикључиле Републици: Фризија, Хелре (отприлике данашња провинција Хелдерланд), Холандија (данашње провинције Северна и Јужна Холандија), Оверејсел, Хронинген, Утрехт и Зеланд.

## Позадина
Након блокаде Схелде 1585. године, много становника из Јужног Низоземља је населило углавном Амстердам, Миделбурх, Лејден и Харлем. У Амстердаму и Миделбурху је тада трећина становништва говорила антверпским дијалектом. У Лејдену и Харлему се због текстилне индустрије такође доста говорио и западно-фламански и француски. Поред овог великог прилива становништва из Јужног Низоземља населио се и огроман број имиграната између осталог из Вестфалије, Француске и Португала, због чега је на почетку 17. века трећина становништва била или из Јужног Низоземља или страног порекла. Између 1525. и 1675. године, становништво у градовима Северног Низоземља је порасло са 300.000 на 815.000 становника.

## Настанак Републике
Вилем Орански је покушао да помири несугласице између Севера и Југа, али у томе није имао много успеха. Упркос устанку, Север је и даље био великим делом протестантски, а Југ је остао, подржан од стране племства и аристократије, већином католички. Ипак, Вилем је покушао да осигура верску толеранцију у Низоземљу где би и католици и протестанти могли слободно да практикују своју веру. Коначно су 23. јануара 1579. године представници из провинција Холандија, Зеланд, Утрехт, Омеланден и племићко веће области Арнем и Зутфен приступили Утрехтској унији.

## Култура
Због огромног богатства Републике, као резултат успешне трговине, у 17. веку је цветала култура, нарочито сликарство, због чега је овај век назван Златно доба Холандије. Према прорачунима историчара уметности, око 5.000 уметника (међу којима су Рембрант, Вермер, Франс Халс, Говерт Флинк, Фердинанд Бол и Јан Стејн) је израдило укупно три милиона слика. Такође, архитекте, као што је Јакоб ван Кампен (краљевска палата на тргу Дам у Амстердаму), били су веома успешни. Број писаца заостаје за бројем сликара, али на низоземском језичком подручју били су познати Јост ван ден Вондел, Питер Корнелисзон Хофт и Бредеро. Јан Питерсзон Свелник био је познат као композитор и оргуљаш. У 18. веку, културни живот Низоземља се у целости урушио и засенила га је француска, немачка, италијанска и енглеска култура.